# Zádor Jenő
Zádor Jenő (1919-ig Zucker Jenő, külföldön Eugene Zádor) (Bátaszék, 1894. november 5. – Los Angeles, 1977. április 4.) magyar zeneszerző. Ma emléke főként mint a hollywoodi filmipar egyik legtermékenyebb hangszerelőjeként és zeneszerzőjeként él.

## Élete
Bátaszéken született Zucker József kereskedő és Biermann Paula fiaként. Már gyermekként virtuózan zongorázott. Bécsben Richard Heubergernél, Lipcsében Max Regernél tanult zeneszerzést és -tudományt. A münsteri egyetemen doktori címet szerzett. 1922-től a bécsi új konzervatóriumban, 1935-től a budapesti Zeneakadémián tanított. 1939-ben kivándorolt az USA-ba. Előbb New Yorkban próbálkozott a Kolumbusz Kristóf c. operájával, majd 1940-től Hollywoodban tanított és több mint százhúsz film zenéjét hangszerelte vagy komponálta. Rózsa Miklósnak állandó munkatársa volt.
Stílusban Reger és Richard Strauss követője volt. Korai, Bécsben komponált műveiben Alban Berg és Arnold Schönberg hatása is érződik.

## Művei
- operák, balettek, szimfonikus művek, kamara- és zongoraművek, dalok.
- Rapszódia cimbalomra és zenekarra (1969)
- A holtak szigete (opera, bem. Budapest, Operaház, 1928)
- Rembrandt (opera, bem. Gera, 1930)
- Kolumbusz Kristóf (opera, bem. Bécs, 1939)
- Csipkerózsika ébredése (opera, bem. Saarbrücken, 1931)
- A revizor (opera Gogol nyomán, 1935; átdolgozta 1952)
- A szűz és a faun (egyfelvonásos, bem. Los Angeles, 1964)
- A mágikus szék (egyfelvonásos, bem. Baton-Rouge, 1966)
- A vörös malom (1965–67, bem. New York, 1968)
- A gépember (balett, 1933, bem. Braunschweig, 1934)
- Yehu (karácsonyi opera egy felvonásban; szöveg: Együd Winslow Anna; bem. Szent István Király Zeneművészeti Szakközépiskola Szimfonikus Zenekara és Vegyeskara, Budapest,  1996. dec. 15.[8]

### Szimfonikus művei
- Bánk bán (1918)
- Romantikus szimfónia (1922);
- Sinfonica Tecnica (1932, bem. Bp., 1935)
- Rondo zenekarra (bem. Bp., 1933)
- Táncszimfónia (1936)
- Gyermekszimfónia (1941)
- Pastorale és tarantella (bem. Chicago, 1942)
- Elégia és tánc (bem. Philadelphia, 1954)
- Henry Bold figyelemre méltó kalandjai (narrátorral zenekarra, 1963)
- Zenekari tanulmányok (1970)

## Külső hivatkozások
- Magyar életrajzi lexikon III: Kiegészítő kötet (A–Z). Főszerk. Kenyeres Ágnes. Budapest: Akadémiai. 1981.  ISBN 963-05-2500-3
- Magyar zsidó lexikon. Szerk. Ujvári Péter. Budapest: Magyar Zsidó Lexikon. 1929. 967. o.  Online elérés
- [https://wikidata-externalid-url.toolforge.org/?p=345&url_prefix=https://www.imdb.com/&id=nm0951746 nm0951746/ Zádor Jenő] az Internet Movie Database oldalon (angolul)
- Életrajza a McGraw-Hill kiadó oldalán
- Életrajza a naxos.com-on
- Fotó egy 1939-es lapból
- Pesti Napló, 1937.